# Pavel Kelemen
Pour les articles homonymes, voir Kelemen.
Pavel Kelemen, né le 28 mai 1991 à Domažlice, est un coureur cycliste tchèque, spécialiste de la piste. Il a participé aux Jeux olympiques de 2012 à Londres et de Jeux olympiques de 2016 à Rio de Janeiro. Il est notamment champion d'Europe du keirin en 2015.

## Biographie
Pavel Kelemen est issue d'une famille de sportif. Son frère cadet Petr est aussi coureur cycliste.
En 2011, Pavel Kelemen est vice-champion de République tchèque de vitesse par équipes, avec Denis Špička et Martin Feiferlik. La même année, il termine huitième de la vitesse par équipes aux championnats d'Europe d'Apeldoorn avec Špička et Filip Ditzel. En 2012, il est sélectionné pour les Jeux olympiques de Londres, où il se classe dixième de la vitesse. L'année suivante, il décroche trois médailles aux championnats d'Europe espoirs (moins de 23 ans). Il gagne l'or sur le keirin et la vitesse, ainsi que l'argent sur la vitesse par équipes, avec Robin Wagner et Jacub Vyvoda. En 2014 et 2015, il est champion de République tchèque de vitesse.
En 2015, il devient champion d'Europe du keirin, son premier titre chez les élites,. Aux Jeux olympiques de 2016 à Rio de Janeiro, il termine 17e de la vitesse individuelle et 21e du keirin. En 2018, il est double champion national sur le keirin et la vitesse. L'année suivante, il était à nouveau champion national de vitesse.
Au printemps 2020, il quitte son ancien club Dukla Brno et rejoint Dukla Prague afin de se concentrer à l'avenir sur les disciplines d'endurance, notamment l'omnium. En 2021, il est champion de République tchèque de poursuite par équipes.

## Palmarès sur piste

### Jeux olympiques
- Londres 2012
  - 10e de la vitesse
- Rio 2016
  - 17e de la vitesse individuelle
  - 21e du keirin

### Championnats du monde
| Édition / Épreuve              | Kilomètre | Keirin | Vitesse individuelle | Vitesse par équipes |
| Minsk 2013                     |           | 25e    | 19e                  | 12e                 |
| Cali 2014                      |           |        | 17e                  |                     |
| Saint-Quentin-en-Yvelines 2015 |           |        | 15e                  |                     |
| Londres 2016                   |           | 11e    | 16e                  |                     |
| Hong Kong 2017                 |           | 5e     | 21e                  | 9e                  |
| Apeldoorn 2018                 | 15e       | 13e    |                      | 7e                  |
| Pruszków 2019                  |           | 13e    | 13e                  | 12e                 |
| Berlin 2020                    |           |        | 29e                  |                     |

### Coupe du monde
- 2013-2014
  - 3e de la vitesse par équipes à Aguascalientes
- 2017-2018
  - 3e du keirin à Santiago
  - 3e de la vitesse par équipes à Milton

### Championnats d'Europe
| Édition / Épreuve     | Keirin | Vitesse individuelle | Vitesse par équipes |
| Anadia 2012 (espoirs) |        | 8e                   |                     |
| Panevėžys 2012        | 10e    |                      |                     |
| Anadia 2013 (espoirs) | Or     | Or                   | Argent              |
| Apeldoorn 2013        | 9e     | 10e                  |                     |
| Baie-Mahault 2014     |        | 7e                   |                     |
| Granges 2015          | Or     |                      |                     |
| Berlin 2017           | 10e    |                      | 5e                  |
| Glasgow 2018          |        |                      | 7e                  |
| Apeldoorn 2019        |        | 10e                  | 7e                  |

### Championnats de République tchèque
- Champion de République tchèque de vitesse : 2014, 2015, 2018 et 2019
- Champion de République tchèque du keirin : 2018
- Champion de République tchèque de poursuite par équipes : 2021

## Palmarès sur route
- 2023
  - Velká Bíteš-Brno-Velká Bíteš
  - 2e et 3e étapes de la Medzinárodné cyklistické preteky Trencianskym
  - Velká Cena Hradce Králové